# 下斯托伊
下斯托伊（Nether Stowey）是英国萨默塞特郡塞奇莫尔匡托克丘陵山脚下的一个大型村落，人口超过一千。铁器时代堡垒“Dowsborough”和11世纪的斯托伊城堡位于此地。末日审判书中记录的地名为“Stawei”，来自古英语，意思是铺好的路。

## 友好城市
- 法國 泰耶